# Giovanni Bolis
Giovanni Bolis (Caprino Bergamasco, 22 gennaio 1831 – Bergamo, 17 novembre 1884) è stato un militare, funzionario e prefetto italiano.

## Biografia
Nel 1853 entrò come praticante legale nell’amministrazione giudiziaria del Lombardo-Veneto. Nel 1856 era stato abilitato come giudice civile e criminale e destinato a Treviglio. Nel 1859, durante il governo provvisorio venne nominato questore di Lovere. Secondo l’intendente generale dell’epoca, Bolis dava già: 
«prova di una non comune capacità, congiunta con molta prudenza e scaltrezza. I suoi rapporti  sono ben fatti, chiari e precisi. È pronto nei provvedimenti e dagli atti che fece si può conoscere che formerà un eccellente funzionario di sicurezza pubblica. Ottime informazioni si ebbero sul suo conto circa le sue opinioni politiche e queste informazioni sono primamente giustificate dalla sua condotta». 
Nel 1862 il giovane bergamasco venne nominato ispettore di Questura a Palermo e subito dopo reggente della stessa Questura; ma non riuscì a mantenere l'ordine pubblico, anzi fu inviso dalla popolazione e coinvolto nel depistaggio attuato dalla questura nel famoso caso dei pugnalatori del 1 ottobre 1862 e forse per questo negli anni successivi fu mandato prima a Benevento e poi in Basilicata, ad occuparsi della repressione del brigantaggio. 
Nel 1865, a soli 34 anni, Bolis venne nominato questore di Bologna, poi di Livorno, e infine di Roma nel 1872. Sostenne la politica di Giovanni Lanza e si dimostrò molto tollerante nei confronti dei movimenti anticlericali. Malgrado gli avanzamenti nella carriera (consigliere delegato nel 1876 e nel 1877 prefetto) venne sempre riconfermato nell'incarico cruciale di questore di Roma. 
Nel 1871 pubblicò La polizia e le classi pericolose della società in cui venivano descritte la legislazione e la giurisprudenza italiane su una serie di reati, comparandole con quelle degli altri paesi europei e accompagnandole con alcuni suggerimenti applicativi utili ai funzionari e agli agenti di pubblica sicurezza. 
Nel 1879 il ministro dell'Interno, Tommaso Villa, gli diede l'incarico di dirigere il servizio di Pubblica sicurezza, che fino ad allora non aveva trovato, né una collocazione definita all'interno della struttura organizzativa del ministero dell'Interno, né tantomeno una guida stabile. In questo ruolo egli guidò la riorganizzazione della polizia italiana cercando di portare anche in Italia i metodi scientifici che si stavano sperimentando negli altri paesi europei. Tra le altre cose, per ovviare alla mancanza di conoscenze moderne che affliggeva la polizia italiana dell'epoca, impose l'obbligo della laurea per gli aspiranti funzionari di pubblica sicurezza e istituì a Roma un corso pratico di perfezionamento per i funzionari.
Bolis riorganizzò i Servizi di pubblica sicurezza dividendoli in due divisioni, una per la polizia giudiziaria e amministrativa e l’altra per il personale di pubblica sicurezza. Creò anche un Ufficio politico, al quale vennero affidati la tutela dell’ordine pubblico, la prevenzione e la repressione dei reati politici, il controllo sull’attività dei partiti, delle associazioni, della stampa, la sorveglianza sulle persone sospette e sugli stranieri. Sotto la sua direzione venne anche istituito un registro biografico dei sospetti, a cui nel tempo vennero allegate fotografie dei criminali più pericolosi, con il fine di sorvegliare i pregiudicati e prevenirne il pericolo di recidiva. 
Bolis, si accorse ben presto della necessità di creare un corpo di agenti ausiliari in borghese, necessario per raccogliere informazioni utili alla prevenzione dei reati e al mantenimento dell’ordine pubblico.  Dal 1880 egli si prodigò per costruire una rete informativa anche all'estero per sorvegliare gli anarchici e i repubblicani italiani che lì risiedevano.
Bolis si contraddistinse anche per aver preparato molti giovani funzionari destinati a ruoli di rilievo negli anni successivi: oltre a Carlo Astengo e Francesco Leonardi, sono da menzionare Edoardo Magistrelli, che sarebbe poi passato alla Corte dei Conti, Camillo Eugenio Garroni (prefetto, senatore e ambasciatore a Istanbul) e i futuri questori Ettore Sernicoli e Giorgio Sandri.
Tuttavia, la sua opera si interruppe nel 1883. Gravemente malato dovette dimettersi e morì, a soli 53 anni, il 17 novembre 1884.

## Opere
- La polizia e le classi pericolose della società, Bologna, Zanichelli, 1871.